# Sixten Sandberg
Erik Sixten Sandberg, född 2 oktober 1880 i Karlskoga, död 26 maj 1948 i Falu Kristine församling i Kopparbergs län, var en svensk ingenjör.
Efter avgångsexamen från Tekniska elementarskolan i Örebro innehade Sandberg anställningar och företog studieresor, varefter han anställdes vid Stora Kopparbergs Bergslags AB 1903, blev fabrikschef vid Skutskärs bruk 1906 och överingenjör vid Stora Kopparbergs Bergslags AB i Falun 1933. Han invaldes som ledamot av Kungliga Ingenjörsvetenskapsakademien 1919 och tilldelades den av Svenska Pappers- och Cellulosaingeniörsföreningen instiftade Ekmanmedaljen 1936.